# Parapristipoma trilineatum
Parapristipoma trilineatum är en fiskart som först beskrevs av Thunberg, 1793.  Parapristipoma trilineatum ingår i släktet Parapristipoma och familjen Haemulidae. Inga underarter finns listade i Catalogue of Life.